# ریف اسپال
ریف اسپال (انگلیسی: Rafe Spall) بازیگر اهل کشور بریتانیا است.

## قسمتی از فیلم شناسی
- ویلیام تل (۲۰۲۴)
- رکود بزرگ (۲۰۱۵)
- حرف اف - ۲۰۱۳
- من آن را یک سال می‌دهم - ۲۰۱۳
- زندگی پای - ۲۰۱۲
- پرومتئوس - ۲۰۱۲
- بی نام - ۲۰۱۱
- یک روز - ۲۰۱۱
- پیت در برابر زندگی - ۲۰۱۰
- گرایندهاوس - ۲۰۰۷
- پلیس خفن - ۲۰۰۷
- آخرین فرود - ۲۰۰۶
- یک سال خوب - ۲۰۰۶
- خیابان سبز - ۲۰۰۵
- شان می‌میرد - ۲۰۰۴
- بچه کلسیم - ۲۰۰۴